# LIBOR
LIBOR (ang. London Interbank Offered Rate) – referencyjna wysokość oprocentowania depozytów i kredytów na rynku międzybankowym w Londynie publikowana do 2023 roku. Stawki LIBOR wyznaczane były dla następujących walut: USD, EUR, CHF, GBP, JPY, dla pożyczek na 1 dzień, 1 tydzień, 1 miesiąc, 2 miesiące, 3 miesiące, 6 miesięcy i 1 rok. LIBOR obliczany był jako średnia arytmetyczna wielkości oprocentowania podawanych przez banki będące uczestnikami panelu LIBOR, po odrzuceniu odpowiedniej liczby najwyższych i najniższych z nich.
LIBOR był wyznaczany około godziny 11.00 GMT.
LIBOR nie był stawką transakcyjną. Uczestnicy panelu nie podawali oprocentowania faktycznie zawieranych transakcji, lecz odpowiedź na pytanie, po jakiej stopie mogliby pożyczyć na londyńskim rynku międzybankowym kwotę typową dla danej waluty i okresu pożyczki tuż przed godziną 11.00.
Uczestnikami panelu LIBOR były wybrane banki prowadzące aktywną działalności na rynku międzybankowym w Londynie. Wyznaczaniem wartości LIBOR zajmowała się od lutego 2014 r. ICE Benchmark Administration (IBA), która była częścią Intercontinental Exchange z siedzibą w Nowym Jorku.
Stawki LIBOR były istotnymi parametrami transakcji finansowych na całym świecie. W wielu krajach oprocentowanie kredytów i depozytów opierało się na LIBOR. Były one również stawkami bazowymi dla wielu transakcji pochodnych zawieranych w Londynie oraz innych rynkach finansowych na świecie.
Pod koniec 2021 r. zaczęto wycofywać stopę IBOR, a uczestników rynku zachęcano się do przejścia na wolne od ryzyka stopy procentowe, takie jak SOFR i SARON. Publikowania stawek LIBOR ostatecznie zaprzestano latem 2023 r. Ostatnie stawki zostały opublikowane 30 czerwca 2023 r. przed godziną 12:00 czasu brytyjskiego. Zastąpiła je 1-miesięczna, 3-miesięczna, 6-miesięczna i 12-miesięczna stopa Secured Overnight Financing Rate (SOFR).